# Alberto Gómez (calciatore 1988)
Alberto Gómez (Guantánamo, 12 febbraio 1988) è un calciatore cubano, difensore del FC Guantánamo e della Nazionale cubana.

## Carriera
Ha esordito con la Nazionale cubana nel 2011. Ha partecipato alla CONCACAF Gold Cup 2011 e alla CONCACAF Gold Cup 2013.